# Энгельгардт, Борис Вадимович
Бори́с Вади́мович Энгельга́рдт  (12 марта 1889 — 15 июля 1941) — русский офицер, полковник, герой Первой мировой войны, участник Белого движения.

## Биография
Из потомственных дворян Смоленской губернии. Сын члена Государственного совета Вадима Платоновича Энгельгардта и Анны Михайловны Мезенцовой.
Окончил Императорское училище правоведения в 1910 году. В 1912 году поступил вольноопределяющимся в лейб-гвардии Семёновский полк и в следующем году вышел в запас гвардейской пехоты в чине подпоручика.
С началом Первой мировой войны был призван из запаса. За боевые отличия был награждён шестью орденами, в том числе орденом Св. Георгия 4-й степени
За то, что в бою в ночь с 27 на 28 июля 1915 года у дер. Петрилов, при атаке укрепленной позиции германцев, первым ворвался в упорно обороняемый противником окоп, выбил из него противника и удержал окоп, несмотря на повторные контр-атаки противника. Будучи ранен в упор в глаз, остался в строю.
На 18 июля 1916 года — поручик Семёновского полка. Закончил службу в полку в чине капитана.
Служил в Добровольческой армии и ВСЮР. Генералом М. В. Алексеевым был командирован в Петроград для вербовки офицеров в Добровольческую армию. Летом 1918 года встретился с бывшим однополчанином М. Н. Тухачевским, который предложил ему вступить в Красную Армию. Служил в РККА в Пензе, при штабе Тухачевского, а через три недели сбежал к белым. В армии Деникина служил в оперативном отделе управления генерал-квартирмейстера армии; в декабре 1918 был назначен начальником канцелярии по гражданской части при штабе командующего 3-й пехотной дивизией генерала Май-Маевского. С осени 1919 — командир стрелкового полка до ликвидации Царицынского фронта. Был произведен в полковники. В марте 1920 в Крыму командовал бригадой.

### Эмиграция
Вместе с армией был эвакуирован в Галлиполи. В феврале 1921 уехал в Эстонию. Сотрудничал в парижских газетах «Последние известия» и «Возрождение», а также в местных газетах «Ревельское время», «Ревельское слово», «Час»; входил в редакцию газет «Ревельские последние известия» и «Наши последние известия». До 1923 занимался пением в кинотеатрах и ресторанах, комиссионерством, торговлей папиросами в разнос; в 1939 открыл лавку шерстяных и шелковых ниток.
Весной 1922 по поручению правления Высшего монархического совета в Эстонию с тайным заданием прибыл полковник А. С. Гершельман, который встречался в Таллине с Энгельгардтом. С 1924 принимал участие в концертах-митингах под названием «Русские национальные вечера» на Русско-Балтийском заводе в Копли (район Таллина), где декламировал отрывки из дневника В. В. Шульгина и выступал с политическими обзорами о русской эмиграции. Состоял секретарем Таллинского русского клуба. Во время выборов делегата от Эстонии на Российский зарубежный съезд руководил кампанией по продвижению кандидатуры Баиова. В начале 1927 встречался с приехавшим в Эстонию видным эмигрантским деятелем Б. А. Сувориным, после чего, видимо, стал сотрудничать в белградской газете «Новое время». В 1927 в Риге встречался с А. П. Кутеповым. В октябре 1927 был в числе тех монархистов, у кого эстонской полицией были произведены обыски на квартире. Выступил в печати с опровержением разного рода слухов и подозрений о подпольной деятельности русских монархистов в Эстонии.
Был правой рукой Баиова, начальником разведки и контрразведки РОВСа в Эстонии. Часто ссорился с ним по поводу слабой активности РОВСа в Эстонии и предлагал, в частности, провести ряд террористических актов, ссылаясь на пример А. К. Кутепова и его группы. Энгельгардт установил непосредственную связь с ключевыми фигурами РОВСа — полковником А. А. Зайцевым, генералами А. А. Лампе и А. М. Драгомировым, а также с эстонской, немецкой, английской и французской разведками. Благодаря поддержке эстонской полиции и разведки Энгельгардт неоднократно осуществлял переброску своих агентов в СССР. Сумел наладить конспиративную деятельность своей организации и практически развалить советскую резидентуру в Эстонии, внедрив в её ряды своих агентов, и систематически снабжая советскую разведку дезинформацией. После смерти Баиова возглавил руководство деятельностью РОВСа, «Братства русской правды» и Союза русских военных инвалидов в Эстонии и вообще принимал участие во всех организациях русских военных в Эстонии. Входил в объединение Семёновского полка. Вёл активную работу среди молодежи в обществе «Витязь», где в разное время руководил литературным и историческим кружками. 26 ноября 1937 года в помещении общества «Витязь» Энгельгардт прочитал доклад «Конная армия» Бабеля.
Во время присоединения Эстонии к СССР не воспользовался возможностью уехать в Германию. Был арестован 20 июня 1940 года, видимо, после обыска, произведенного на его квартире эстонской политической полицией. Через три дня был допрошен органами НКВД СССР. На закрытом судебном заседании 18 июня 1941 года военный трибунал Ленинградского военного округа приговорил его к расстрелу. Приговор приведен в исполнение 15 июля 1941 года.

## Награды
- Орден Святой Анны 4-й ст. с надписью «за храбрость» (15.11.1914);
- Орден Святого Станислава 3-й ст. с мечами и бантом (19.01.1915);
- Орден Святой Анны 3-й ст. с мечами и бантом;
- Орден Святого Владимира 4-й ст. с мечами и бантом (13.04.1915);
- Орден Святого Георгия (ВП 18.07.1916);
- Орден Святой Анны 2-й ст. с мечами (24.12.1916).